# Aràcnid (pel·lícula)
Aràcnid (títol original: Arachnid) és una pel·lícula de terror dirigida per Jack Sholder i estrenada l'any 2001. La pel·lícula va ser produïda per Castelao Producciones i la desapareguda Fantastic Factory, totes dues del Grup Filmax, amb el suport de Televisió de Catalunya i Vía Digital. El rodatge va tenir lloc a Barcelona i a Veracruz (Mèxic). Ha estat doblada al català per als cinemes l'any 2001 (que es va estrenar a 6 sales). També s'ha estat emès a TV3 el 17 d'abril de 2004.

## Argument
En una illa de Sud del Pacífic, una avioneta es veu obligada a fer un aterratge d'emergència. Hi viatja una expedició secreta per a investigar un suposat virus mortal que està delmant la població local. Encapçalada per l'escèptic aventurer Valentine, l'expedició està formada pel prestigiós professor Samuel León, el seu ajudant Susana i la pilot Loren Mercer, una antiga membre de l'exercit que hi espera trobar el seu germà, desaparegut en una missió secreta. Molt prompte començaran a ocórrer estranys successos. Quan l'expedició científica comença a recorrer l'altre costat de l'illa, descobrirà horroritzada que la zona està habitada per enormes aranyes mutants de procedència extraterrestre, i amb un voraç instint assassí.

## Repartiment
- Alex Reid com Loren Mercer
- Chris Potter com Lev Valentine
- José Sancho com el Dr. Samuel Leon
- Neus Asensi com Susana Gabriel
- Ravil Isyanov com Henry Capri
- Rocqueford Allen com Bear
- Robert Vicencio com Toe Boy
- Luis Lorenzo Crespo com Reyes
- Jesús Cabrero com Joli Mercer/Lightfoot
- Héctor Chuquín com a natiu 1
- Conejo Wilson com a natiu 2
- Fausto Gualsaqui com a natiu 3

## Versió en català
La pel·lícula va ser doblada al català l'any 2001 per l'estudi Soundtrack (a Barcelona).
| Paper           | Veu catalana        |
| --------------- | ------------------- |
| Loren Mercer    | Alicia Laorden      |
| Lev Valentine   | Joan Carles Gustems |
| Dr. Samuel Leon | José Sancho         |
| Susana          | Neus Asensi         |
| Henry Capri     | Albert Mieza        |
| Bear            | Josep Maria Ullod   |
| Reyes           | Santi Lorenz        |

## Producció
Escrit per Mark Sevi, el guió va ser portat a Yuzna per Sheri Bryant i va tirar endavant gràcies a un dels executius de Filmax, que era un gran fan de les pel·lícules de monstres dels anys 50. Yuzna va argumentar que una pel·lícula de monstres gegants era una bona idea, ja que no té elements argumentals que fossin controvertits a cap país del món. El guió va ser reescrit per Yuzna i Sevi, afegint les criatures abans que l'aranya gegant aparegués per crear tensió i el poble.
És la segona pel·lícula sota el segell Fantastic Factory i la segona pel·lícula estrenada pel segell l'any 2001 després que Faust s'estrenés a Espanya al febrer. La pel·lícula es va rodar a Barcelona per a escenes de plató i a Mèxic per a escenes a l'aire lliure del maig al juliol del 2000.
Brian Yuzna es va posar en contacte amb Robert Kurtzman i Tobe Hooper per dirigir la pel·lícula, però Julio Fernández, un dels productors i creadors de Fantastic Factory, li va suggerir Jack Sholder després de veure "Ocult". El disseny principal de l'aranya i els efectes pràctics d'altres criatures van ser creats per Steve Johnson i el seu equip, XFX.